# Eupithecia prostrata
Eupithecia prostrata là một loài bướm đêm trong họ Geometridae.